# Harpagifer antarcticus
Harpagifer antarcticus är en fiskart som beskrevs av Nybelin, 1947. Harpagifer antarcticus ingår i släktet Harpagifer och familjen Harpagiferidae. Inga underarter finns listade i Catalogue of Life.